# Полски пилоти от Формула 1
Тази страница представлява списък, който включва всички полски пилоти, които са вземали участие в световния шампионат на Формула 1, както техните резултати и статистики.

## Първият полски пилот участвал във Формула 1
| Година | Дата     | Пилот         | Конструктор | Голяма награда | Писта       |
| ------ | -------- | ------------- | ----------- | -------------- | ----------- |
| 2006   | 6 август | Роберт Кубица | БМВ Заубер  | ГН Унгария     | Хунгароринг |

## Световни шампиони
- Полски пилот никога не е печелил световната титла.

## Резултати на полските пилоти във Формула 1
- до сезон 2022 включително

| N |       | Участия | Победи | ПП | НБО | Точки | Подиуми |
| 1 | Полша | 99      | 1      | 1  | 1   | 274   | 12      |
| - | ----- | ------- | ------ | -- | --- | ----- | ------- |

| N | Пилот         | Участия | Победи | ПП | НБО | Точки | Подиуми |
| - | ------------- | ------- | ------ | -- | --- | ----- | ------- |
| 1 | Роберт Кубица | 99      | 1      | 1  | 1   | 274   | 12      |